# 검물벼룩목
검물벼룩목(Cyclopoida)은  요각류의 하위 분류 10개 중 하나이다. 크기는 1mm~3mm 정도 되는 작은 갑각류이며, 외양부터 심해, 하수 등에서 폭넓게 서식한다. 수중에서 부유하며 생활하는 경우가 많지만 뗏목벌레 등의 일부 분류에 속하는 종들은 기생하면서 생활한다. 가끔씩 어항에도 발생하며 이를 '코페포타'라고 부른다

## 형태
기생성에 속하는 종은 마지막 탈피 후 성체가 될 때 숙주에 적응한 형태로 변태 과정을 거친다. 많은 경우 첫번째 더듬이가 두흉부에서 짧은 경우 두번째 더듬이가 단지형일 때 구별될 수 있다.
보통 다리는 5쌍의 형태를 취하는 경우가 많다. 이 때 1~4번째 다리는 이지형을 갖고 있지만 5번째 다리는 단지형을 취하고 있으며 첫번째 배마디에는 한 개이며, 알주머니가 있다. 또한 암컷은 옆에 동그란 생식기가 두 개 있고 수컷은 없다.

## 하위 분류
검물벼룩목은 30개의 과로 이루어져 있다.
- Archinotodelphyidae Lang, 1949
- Ascidicolidae Thorell, 1859
- Botryllophilidae Sars G.O., 1921
- Buproridae Thorell, 1859
- Chitonophilidae Avdeev & Sirenko, 1991
- Chordeumiidae Boxshall, 1988
- Corallovexiidae Stock, 1975
- Cucumaricolidae Bouligand & Delamare-Deboutteville, 1959
- Cyclopettidae Martínez Arbizu, 2000
- Cyclopicinidae Khodami, Vaun MacArthur, Blanco-Bercial & Martinez Arbizu, 2017
- 검물벼룩과(Cyclopidae Rafinesque, 1815
- Cyclopinidae Sars G.O., 1913
- Enterognathidae Illg & Dudley, 1980
- Enteropsidae Thorell, 1859
- Fratiidae Ho, Conradi & López-González, 1998
- Giselinidae Martínez Arbizu, 2000
- Hemicyclopinidae Martínez Arbizu, 2001
- Lernaeidae Cobbold, 1879
- Mantridae Leigh-Sharpe, 1934
- Micrallectidae Huys, 2001
- Notodelphyidae Dana, 1853
- Oithonidae Dana, 1853
- Ozmanidae Ho & Thatcher, 1989
- Paralubbockiidae Boxshall & Huys, 1989
- Psammocyclopinidae Martínez Arbizu, 2001
- Pterinopsyllidae Sars G.O., 1913
- Schminkepinellidae Martínez Arbizu, 2006
- Smirnovipinidae Khodami, Vaun MacArthur, Blanco-Bercial & Martinez Arbizu, 2017
- Speleoithonidae Rocha & Iliffe, 1991
- Thaumatopsyllidae Sars G.O., 1913
- Cyclopoida incertae sedis - 8 genera

천장입요각목(Poecilostomatoida)도 예전에는 독립된 목으로 분류했으나, 최근 연구는 검물벼룩목에 속한 아목으로 분류하고 있다.